# Teresa Fidalgo

Teresa Fidalgo est l'héroïne d'un court métrage portugais appelé A Curva, d'une durée totale de 12 min, dont des extraits sont diffusés sur des sites comme YouTube... Ce petit film est supposé avoir été retrouvé dans les restes d'une voiture accidentée, sur une route près de Sintra. Il est donné pour être aujourd'hui le court métrage le plus regardé de tous les temps au Portugal. 

## Contenu du court métrage «retrouvé»
L'un des trois occupants d'une voiture roulant de nuit sur les routes dans les environs de Sintra filme la conversation à bâtons rompus de ses deux compagnons de route, installés sur les sièges avant. Au bout d'un long moment de banalité quotidienne, ils s'arrêtent pour prendre à bord une jeune femme, immobile au bord de la route. Elle est d'apparence étrange (sa présence à bord parasite le caméscope), et leur déclare s'appeler Teresa. Elle ne semble pas avoir une idée bien claire de l'endroit où elle souhaite se rendre (« Là-bas, devant », répète-t-elle). Mais peu après être montée à bord de la voiture, elle attaque le porteur du caméscope, dont c'est la dernière image enregistrée. C'est alors l'accident, dans lequel deux des trois occupants de la voiture sont tués.
Ce petit film a connu une très grande popularité au Portugal, ainsi que dans d'autres pays, du fait que le film donne tout à la fin l'information selon laquelle, au même endroit de cette route, une jeune femme nommée Teresa Fidalgo avait été accidentée en 1983. Le bruit a donc aussitôt couru que l'auto-stoppeuse qui apparaît dans le film en déclarant s'appeler Teresa n'est autre que le fantôme de Teresa Fidalgo.

## Révélation du canular
Mais un certain David Rebordão a déclaré plus tard être l'auteur du film, appelé A Curva (Le Virage). Il a donné des éclaircissements sur la création du film, après avoir avec une certaine fascination laissé se développer la rumeur, et avoir vu le film devenir, selon lui, « le court métrage le plus regardé de tous les temps au Portugal ».
La version complète du film n'est pas disponible sur Internet, mais est vendue sous forme d'un DVD.